# Aleksandar Trajkovski
Aleksandar Trajkovski (Macedonisch: Александар Трајковски) (Skopje, 5 september 1992) is een Macedonische profvoetballer die bij voorkeur als aanvaller speelt. Hij verruilde in juli 2015 SV Zulte Waregem voor US Palermo.

## Carrière
Trajkovski maakte in 2009 bij FK Cementarnica 55 de overstap van de jeugd naar het eerste elftal. Er volgde na afloop van het seizoen een overstap naar NK Inter Zaprešić. Trajkovski was toen zeventien jaar oud en mocht niet voor zijn achttiendede voor de club uitkomen. Hij tekende in juni 2011 een contract bij SV Zulte Waregem, dat een transfersom van € 1.000.000,- betaalde. Trajkovski maakte zijn eerste doelpunt voor de club tegen OH Leuven. Francky Dury gaf hem na zijn terugkeer als coach bij Zulte Waregem een rol als invaller. Na de komst van latere Gouden Schoen Thorgan Hazard werd Trajkovski voor één seizoen verhuurd aan KV Mechelen. Hij kreeg in de zomer 2014 van Dury opnieuw de kans.

## Clubstatistieken
| Seizoen         | Club                | Competitie                 | Competitie | Competitie | Beker | Beker | Europees | Europees | Totaal | Totaal |
| Seizoen         | Club                | Competitie                 | Wed.       | Dlp.       | Wed.  | Dlp.  | Wed.     | Dlp.     | Wed.   | Dlp.   |
| --------------- | ------------------- | -------------------------- | ---------- | ---------- | ----- | ----- | -------- | -------- | ------ | ------ |
| 2009/10         | Cementarnica Skopje | Vtora Liga                 | 11         | 2          | 0     | 0     | —        | —        | 11     | 2      |
| 2010/11         | NK Inter Zaprešić   | 1. Hrvatska Nogometna Liga | 15         | 4          | 0     | 0     | —        | —        | 15     | 4      |
| 2011/12         | SV Zulte Waregem    | Eerste klasse              | 23         | 3          | 1     | 1     | —        | —        | 24     | 4      |
| 2012/13         | SV Zulte Waregem    | Eerste klasse              | 24         | 3          | 3     | 0     | —        | —        | 27     | 3      |
| 2013/14         | SV Zulte Waregem    | Eerste klasse              | 2          | 0          | 0     | 0     | 3        | 0        | 5      | 0      |
| 2013/14         | → KV Mechelen       | Eerste klasse              | 22         | 3          | 1     | 0     | —        | —        | 23     | 3      |
| 2014/15         | SV Zulte Waregem    | Eerste klasse              | 34         | 5          | 4     | 1     | 3        | 0        | 41     | 6      |
| 2015/16         | US Palermo          | Serie A                    | 32         | 3          | 1     | 1     | 0        | 0        | 33     | 4      |
| 2016/17         | US Palermo          | Serie A                    | 11         | 1          | 0     | 0     | 0        | 0        | 11     | 1      |
| 2017/18         | US Palermo          | Serie B                    | 31         | 4          | 2     | 3     | 0        | 0        | 33     | 7      |
| 2018/19         | US Palermo          | Serie B                    | 34         | 8          | 2     | 0     | 0        | 0        | 36     | 8      |
| 2019/20         | RCD Mallorca        | Primera División           | 14         | 0          | 3     | 0     | 0        | 0        | 17     | 0      |
| 2020/21         | RCD Mallorca        | Segunda División A         | 9          | 0          | 2     | 1     | 0        | 0        | 11     | 1      |
| 2021/22         | → Aalborg BK        | Superligaen                | 7          | 1          | 2     | 0     | 0        | 0        | 9      | 1      |
| 2021/22         | Al Feiha            | Professional League        | 9          | 1          | 3     | 1     | 0        | 0        | 12     | 2      |
| 2022/23         | Al Feiha            | Professional League        | 0          | 0          | 0     | 0     | 0        | 0        | 0      | 0      |
| Carrière totaal | Carrière totaal     | Carrière totaal            | 278        | 38         | 24    | 8     | 6        | 0        | 308    | 46     |